# 181751 Phaenops
181751 Phaenops è un asteroide troiano di Giove della campo troiano. Scoperto nel 1996, presenta un'orbita caratterizzata da un semiasse maggiore pari a 5,2205417 UA e da un'eccentricità di 0,0927948, inclinata di 15,97139° rispetto all'eclittica.
L'asteroide è dedicato a Fenope, padre di Xanto e Toone.